# Ochrona gatunkowa ślimaków w Polsce

Ochrona gatunkowa ślimaków w Polsce – gatunkowa ochrona zwierząt z gromady ślimaków (Gastropoda) regulowana przepisami prawa obowiązującego w Polsce.

## Podstawa prawna
Podstawowym aktem prawnym regulującym kwestie ochrony przyrody w Polsce jest Ustawa z dnia 16 kwietnia 2004 roku o ochronie przyrody. Formy i sposoby ochrony oraz objęte nią gatunki zwierząt wymienia Rozporządzenie Ministra Środowiska z dnia 6 października 2014 r. w sprawie ochrony gatunkowej zwierząt.
Na mocy tego rozporządzenia niektóre spośród występujących w Polsce gatunków ślimaków objęte są na terenie Polski ochroną ścisłą lub częściową. Wyszczególniono w nim również gatunki wymagające ochrony czynnej oraz te z gatunków objętych ochroną częściową, które mogą być pozyskiwane.
1 stycznia 2017 r. weszło w życie Rozporządzenie Ministra Środowiska z dnia 16 grudnia 2016 r. w sprawie ochrony gatunkowej zwierząt zastępując tym samym poprzednie. 

## Gatunki ślimaków objętych ochroną ścisłą, z wyszczególnieniem gatunków wymagających ochrony czynnej (2014–2017)
| Rodzina                        | Nazwa zwyczajowa        | Nazwa naukowa                                     |
| beczułkowate (Orculidae)       | poczwarówka pagoda      | Pagodulina pagodula                               |
| poczwarkowate (Pupillidae)     | poczwarówka górska      | Pupilla alpicola                                  |
| poczwarówkowate (Vertiginidae) | poczwarówka jajowata    | Vertigo moulinsiana                               |
| poczwarówkowate (Vertiginidae) | poczwarówka kolumienka  | Columella columella                               |
| poczwarówkowate (Vertiginidae) | poczwarówka północna    | Vertigo arctica                                   |
| poczwarówkowate (Vertiginidae) | poczwarówka zębata      | Truncatellina claustralis                         |
| poczwarówkowate (Vertiginidae) | poczwarówka zwężona     | Vertigo angustior                                 |
| szklarkowate (Zonitidae)       | szklarka podziemna      | Mediterranea inopinata (Oxychilus inopinatus)     |
| ślimakowate (Helicidae)\|      | ślimak obrzeżony        | Helicodonta obvoluta                              |
| ślimakowate (Helicidae)\|      | ślimak Rossmasslera     | Chilostoma rossmaessleri (Faustina rossmaessleri) |
| ślimakowate (Helicidae)\|      | ślimak tatrzański       | Chilostoma cingulellum (Faustina cingulellum)     |
| ślimakowate (Helicidae)\|      | ślimak żeberkowany      | Helicopsis striata                                |
| Hygromiidae                    | *                       | Caseolus calculus                                 |
| świdrzykowate (Clausiliidae)   | świdrzyk kasztanowaty   | Macrogastra badia                                 |
| świdrzykowate (Clausiliidae)   | świdrzyk łamliwy        | Balea perversa                                    |
| świdrzykowate (Clausiliidae)   | świdrzyk ozdobny        | Charpentieria ornata                              |
| świdrzykowate (Clausiliidae)   | świdrzyk siedmiogrodzki | Vestia elata                                      |
| świdrzykowate (Clausiliidae)   | świdrzyk śląski         | Cochlodina costata                                |
| zatoczkowate (Planorbidae)     | zatoczek łamliwy        | Anisus vorticulus                                 |
| ziarnkowate (Chondrinidae)     | poczwarówka pagórkowa   | Granaria frumentum                                |
| źródlarkowate (Hydrobiidae)    | niepozorka ojcowska     | Falniowskia neglectissima                         |

## Gatunki ślimaków objętych ochroną częściową (2014–2017)
| Rodzina                        | Nazwa zwyczajowa           | Nazwa naukowa             |
| błotniarkowate (Lymnaeidae)    | błotniarka otułka          | Myxas glutinosa           |
| bursztynkowate (Succineidae)   | bursztynka piaskowa        | Catinella arenaria        |
| igliczkowate (Aciculidae)      | igliczek karpacki          | Acicula parcelineata      |
| pomrowcowate (Milacidae)       | pomrowiec nakrapiany       | Tandonia rustica          |
| pomrowikowate (Agriolimacidae) | pomrowik mołdawski         | Deroceras moldavicum      |
| poczwarówkowate (Vertiginidae) | poczwarówka Geyera         | Vertigo geyeri            |
| poczwarówkowate (Vertiginidae) | poczwarówka zmienna        | Vertigo genesii           |
| ślimakowate (Helicidae)        | ślimak Bąkowskiego         | Trichia bakowskii         |
| ślimakowate (Helicidae)        | ślimak Bielza              | Trichia bielzi            |
| ślimakowate (Helicidae)        | ślimak wielkozębny         | Perforatella dibothrion   |
| ślimakowate (Helicidae)        | ślimak ostrokrawędzisty    | Helicigona lapicida       |
| ślimakowate (Helicidae)        | ślimak żółtawy             | Helix lutescens           |
| ślimakowate (Helicidae)        | ślimak winniczek           | Helix pomatia             |
| zawójkowate (Valvatidae)       | zawójka rzeczna            | Borysthenia naticina      |
| źródlarkowate (Hydrobiidae)    | źródlarka czerwonawa       | Bythinella metarubra      |
| źródlarkowate (Hydrobiidae)    | źródlarka żywiecka         | Bythinella zyvioteki      |
| źródlarkowate (Hydrobiidae)    | źródlarka Micherdzińskiego | Bythinella micherdzinskii |
| Limapontiidae                  | alderia                    | Alderia modesta           |

## Gatunki ślimaków objętych ochroną częściową, które mogą być pozyskiwane, oraz sposoby ich pozyskiwania (2014–2017)
- ślimak winniczek (Helix pomatia) – ręczny zbiór osobników - przez 30 dni łącznie w danym roku, w okresie od dnia 20 kwietnia do dnia 31 maja, przy czym w województwach: opolskim, śląskim, małopolskim, świętokrzyskim, podkarpackim i lubelskim osobniki o średnicy muszli nie mniejszej niż 31 mm, a na pozostałych obszarach - osobniki o średnicy muszli nie mniejszej niż 30 mm.